# Andromaqi Gjergji
Andromaqi Gjergji née le 20 mai 1928 à Korçë et morte le 8 juillet 2015 à Tirana est une ethnologue albanaise. Elle était la spécialiste des tenues et des costumes albanais.

## Biographie
Gjergji est née à Korçë en 1928. Elle étudie l'histoire et la philologie à Tirana, la capitale albanaise. Elle devient professeur à l'Institut de Culture populaire en 1993. Elle a publié au cours de sa vie de nombreux ouvrages sur la culture albanaise, dont plus de 130 publications sur les vêtements dans cette dernière. Albanian Costumes through the Centuries a été publié en 2004.
Elle a signalé que les plus anciennes chaussures (les opingas), typiques de la culture albanaise, datent du Ve ou IVe siècle av. J.-C., montrant qu'il s'agit donc d'un élément de la culture illyrienne.
Gjergji meurt à Tirana en 2015.